# Hugo Alvar Henrik Aalto
Bản mẫu:Infobox Architect
Hugo Alvar Henrik Aalto (Sinh ngày 3 tháng 2 năm 1898, Kuortane – mất ngày 11 tháng 5 năm 1976, Helsinki) Là một kiến trúc sư Phần Lan, đôi khi được gọi là "Cha đẻ của Chủ nghĩa kiến trúc hiện đại" ở một số nước Bắc Âu.Công việc của ông bao gồm Kiến trúc sư, thiết kế nội ngoại thất và đồ thủy tinh

## Tiểu sử

### Đời tư
Alvar Aalto sinh tại Kuortane, Phần Lan. Cha ông, Johan Henrik Aalto, là một nhân viên nhà đất nói tiếng Phần Lan và mẹ ông, Selly (Selma) Matilda (née Hackstedt) là một nhân viên bưu điện. Khi Aalto được 5 tuổi, gia đình ông chuyển đến Alajärvi. Aalto học tại trường Jyväskylä Lyceum, hoàn tất chương trình học cơ sở vào năm 1916. Năm 1916, ông được chấp thuận học ngành kiến trúc tại trường Đại học Kỹ thuật Helsinki, và sau đó ông tốt nghiệp năm 1921.
Năm 1923 ông trở về Jyväskylä, nơi ông mở văn phòng kiến trúc đầu tiên. Những năm về sau, ông đã kết hôn với kiến trúc sư Aino Marsio. Tuần trăn mật tại Ý là điềm báo trước của một mối quan hệ trí tuệ với văn hóa của vùng Địa trung hải, khu vực đã gắn bó với quãng đời còn lại của ông. Aalto chuyển văn phòng của ông đến Turku vào năm 1927, và bắt đầu cộng tác với kiến trúc sư Erik Bryggman. Văn phòng ông sau đó lại được dời về Helsinki vào năm 1913.

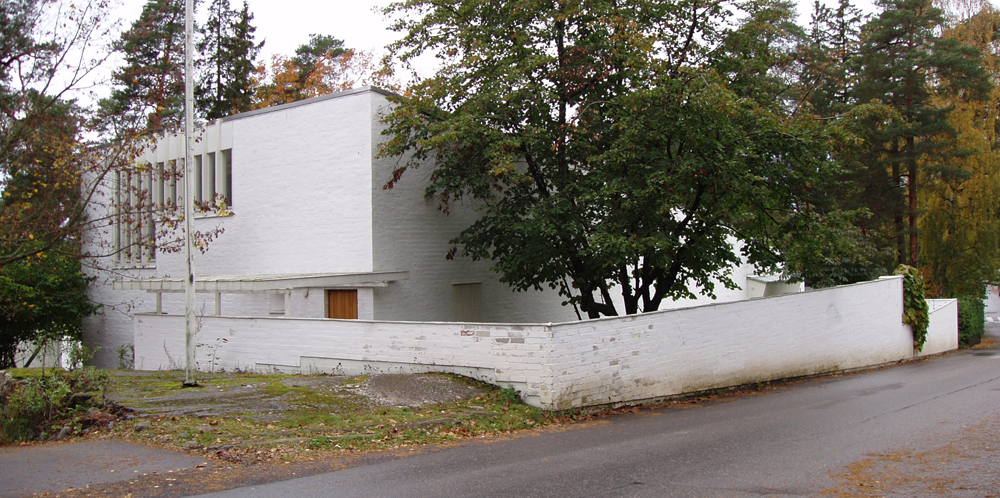
Alvar Aalto Studio, Helsinki (1954-6)

## Giải thưởng
Giải thưởng của ông bao gồm Huy chương vàng Hoàng gia về kiến trúc của Hội đồng Kiến trúc Hoàng gia Anh năm 1957 và Huy chương vàng của học viện Kiến Trúc Hoa Kỳ năm 1963.

## Công việc

### Công trình tiêu biểu
- 1921 – 1923: Tháp chuông nhà thờ Kauhajärvi Church, Lapua, Phần Lan
- 1924 – 1928: Bệnh viện Municipal, Alajärvi,Phần Lan
- 1926 – 1929: Công trình phòng thủ quân sự tại Jyväskylä, Phần Lan
- 1927 – 1935: Thư viện Viipuri, Phần Lan
- 1928 – 1929, 1930: Văn phòng của báo Turun Sanomat, Phần Lan
- 1931: Bệnh viện đại học trung ương, Zagreb, Croatia (former Yugoslavia)
- 1932: – Villa Tammekann, Tartu, Estonia
- 1934: Nhà hát Corso, restaurant interior, Zürich,Thụy Sĩ
- 1936 - 1938: Ahlstrom Sunila Pulp, công trình nhà ở, và dự án Town, Kotka
- 1937: Hoàn tấn Pavilion, 1937 World's Fair
- 1937 – 1939: Villa Mairea, Noormarkku, Phần Lan
- 1939: Finnish Pavilion, 1939 World's Fair
- 1947 – 1948: Baker House, Massachusetts Institute of Technology, Cambridge, Massachusetts, USA
- 1949 – 1966: Đại học kỹ thuật Helsinki, Espoo, Phần Lan
- 1949 – 1952: Hội trường thành phố Säynätsalo, 1949 competition, built 1952, Säynätsalo (now part of Jyväskylä), Finland
- 1950 – 1957: Kansaneläkelaitos, văn phòng quốc hội, Helsinki, Phần Lan
- 1952 – 1958: Nhà Văn Hóa, Helsinki, Phần Lan
- 1953: Phòng thực nghiệm Muuratsalo, Phần Lan
- 1958 – 1987: Trung tâm thành phố, Seinäjoki, Phần Lan
- 1958 – 1972: Bảo tàng nghệ thuật North Jutland, Aalborg,Đan Mạch
- 1959 – 1962: Enso-Gutzeit Headquarters, Helsinki, Phần Lan
- 1962: Aalto-Hochhaus, Bremen, Germany
- 1965: Thư viện vùng Lapland, Rovaniemi, Phần Lan
- 1962 – 1971: Finlandia Hall, Helsinki, Finland
- 1963 – 1965: Building for Västmanland-Dala nation, Uppsala, Sweden
- 1965 – 1968: Nhà Bắc Âu Reykjavík, Iceland
- 1970: Mount Angel Abbey Library, Mt. Angel, Oregon, USA
- 1959 – 1988: Nhà hát Essen, Essen, Đức